# Хелонарииды
Хелонарииды (лат. Chelonariidae) — небольшое семейство насекомых из отряда жесткокрылых.

## Распространение
Неарктика, Палеарктика, Неотропика, Афротропика, Ориентальная и Австралийская области. В Северной Америке обитает единственный вид — Chelonarium lecontei, в Новой Зеландии отмечен Brounia thoracica Sharp. Род Pseudochelonarium распространен от восточной Азии до Новой Гвинеи.

## Описание
Мелкие жуки длиной 3-8 мм. Усики 11-члениковые. Личинки Chelonarium обнаруживаются в лесном подстилочном слое, у корней орхидных растений и в эпифитных растениях муравьёв, в насыпных холмиках гнёзд муравьёв, во временных бивуаках кочевых муравьёв и иногда под корой и в мёртвых ветвях.

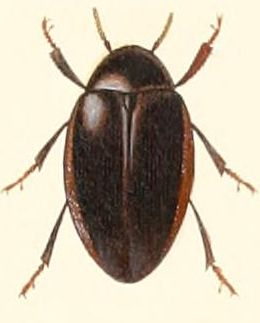
Chelonarium haemorrhoum
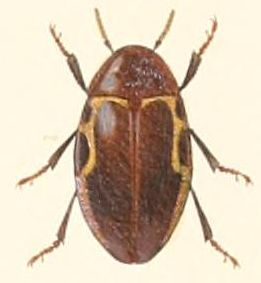
Chelonarium ornatum

## Палеонтология
Древнейшие представители семейства известны из мелового ливанского янтаря и раннемеловых отложений Забайкалья. Также встречаются в балтийском янтаре.

## Систематика
- Род Brounia Sharp, 1878 (Новая Зеландия)
  - Brounia thoracica Sharp, 1878 — типовой вид рода
- Род Chelonarium Fabricius, 1801 (Америка, Азия, Австралия и балтийский янтарь[4])
  - Chelonarium indicum
  - Chelonarium kurosawai Satô, 2001[5]
  - Chelonarium lecontei
  - Chelonarium obscuripenne
  - Chelonarium ohbayashii
  - Chelonarium vartianae
- Pseudochelonarium Pic, 1916 (Южная и Юго-Восточная Азия, Новая Гвинея)
- †Eochelonarium Kirejtshuk in Kirejtshuk and Azar 2013(ливанский янтарь, меловой период)[2]